# 1647년
1647년은 화요일로 시작하는 평년이다.

## 연호
- 남명(南明) 영력(永曆) 원년
- 청(淸) 순치(順治) 4년
- 일본(日本) 쇼호(正保) 4년
- 후 레 왕조(後黎朝) 푹타이(福泰) 5년
- 막 왕조(莫朝) 투언득(順德) 10년

## 기년
- 남명(南明) 소종 영력제(昭宗 永曆帝) 원년 / 감국 노왕(監國魯王) 2년
- 류큐(琉球) 쇼켄왕(尚賢王) 7년
- 청(淸) 세조 순치제(世祖 順治帝) 4년
- 조선(朝鮮) 인조(仁祖) 25년
- 후 레 왕조(後黎朝) 진종(眞宗) 5년

## 사망
- 10월 25일 - 이탈리아 물리학자 에반젤리스타 토리첼리
- 소현세자 장차남 경선군 경완군